# (308635) 2005 YU55
2005 YU55 (també s'escriu 2005 YU55) és un asteroide potencialment perillós de 400 metres de diàmetre. Va ser descobert el 28 de desembre del 2005 per Robert S. McMillan al Steward Observatory de Kitt Peak. L'aproximació del 2011 fou la més propera coneguda d'un asteroide amb una magnitud absoluta d'aquesta brillantor des que 2010 XC15 (H = 21,4) es va apropar a una distància lunar de 0,5 al 1976.
Al febrer de 2010, va ser qualificat d'1 en l'escala de Torí. El 19 d'abril de 2010, un radar d'alta precisió va situar l'orientació pel radiotelescopi reduït sobre l'òrbita en un 50%. Aquest canvi va eliminar qualsevol dubte de possibilitat d'un impacte amb la Terra en els següents 100 anys. Va ser eliminat de la taula de risc el 22 d'abril de 2010.
El 8 de novembre de 2011, a les 23:28 UT, l'asteroide passarà a una distància lunar de 0,85 de la Terra (unes 4/5 parts de la distància de la Terra a la Lluna). Una distància lunar de 0,85 és també 0,00217 AU (325.000 km). El 9 de novembre de 2011, a les 07:13 UT, l'asteroide passarà a 0,00160 AU (239.000 km) de la Lluna. Durant l'acostament, l'asteroide hauria d'arribar a una magnitud aparent d'11 i, per tant, esdevenir visible amb binoculars d'alta qualitat (amb una lent d'objectiu de 70 mm o més).
El 19 de gener de 2029, l'asteroide passà en 0,0019 AU (280.000 km) de Venus.